# Берлингтон (Кентаки)
Берлингтон (енгл. Burlington) насељено је место без административног статуса у америчкој савезној држави Кентаки.

## Демографија
По попису из 2010. године број становника је 15.926, што је 5.147 (47,8%) становника више него 2000. године.
| Група             | 2000.          | 2010.          |
| Белци             | 10.119 (93,9%) | 14.517 (91,2%) |
| Афроамериканци    | 204 (1,9%)     | 438 (2,8%)     |
| Азијати           | 120 (1,1%)     | 182 (1,1%)     |
| Хиспаноамериканци | 187 (1,7%)     | 485 (3,0%)     |
| Укупно            | 10.779         | 15.926         |